# كازاخ إيرانيون
يعيش الكازاخ الإيرانيون بشكل رئيسي في محافظة كلستان بشمال إيران. ووفقا لموقع (ethnologue.org) فقد كان هناك حوالي 3000 كازاخي يعيشون في إيران عام 1982 داخل مدينة جرجان. وقد يكون ازداد عدد الكازاخ الإيرانيون قليلا، بسبب عودة الكثير منهم إلى كازاخستان بعد تفكك الاتحاد السوفيتي، إلى حيث أماكنهم التي هاجروا منها إلى إيران بعد الثورة البلشفية".